# Maltractament a les dones

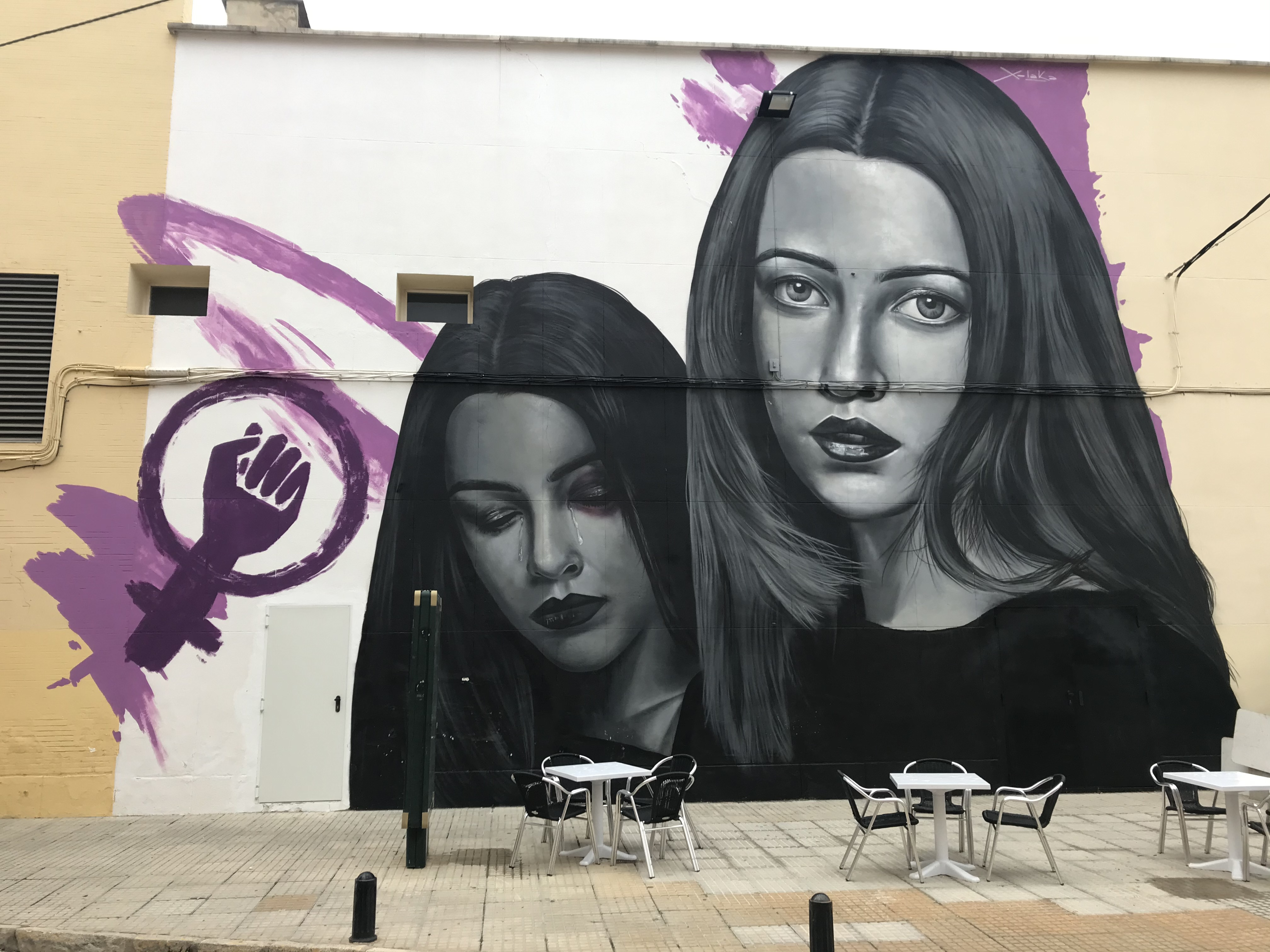
Mural contra el maltractament a les dones (Pego, Marina Alta, València)

El maltractament a les dones és tot acte o accident, únic o repetit, que per acció o omissió provoca dany físic o psicològic a una dona pel fet ser-ho, sigui per una parella, un familiar o qualsevol altra persona. Les Nacions Unides consideren que "el maltractament a les dones és el crim més nombrós del món".
El maltractament psicològic a una dona es considera una forma de violència de gènere. Alguns exemples en són la degradació de la dona, la cosificació, sobrecarregar-la de responsabilitats emocionals, privar-la de satisfer demandes bàsiques, provocar en ella por i una distorsió de la realitat.